# Сосновка (Пуховичский район)
Сосновка (бел. Сасно́ўка) — хутор в Пуховичском районе Минской области Республики Беларусь. Входит в состав Новопольского сельсовета.

## География
Расположен на юго-западе от Распутье, северо-востоке от урочища Волчий Остров, юго-востоке от урочища Белое Болото.
Ближайшие населённые пункты Дудичи, Замостье, Малиновка, Распутье и др.

## История
В 2011 году на территории Пуховичского района Минской области образован хутор и присвоено ему наименование хутор Сосновка (бел. Сасноўка).

## Население

### Численность
- 2019 год — 1 житель

### Динамика
- 2019 год — 1 житель (перепись населения)[2]

## Инфраструктура
- Агроусадьба
- Фермерское хозяйство

## Ссылка
- Справочник. Сосновка